# Silverstein Peak
Der Silverstein Peak ist ein 4790 m hoher und markanter Berggipfel im westantarktischen Ellsworthland. Er ragt 2,1 km südwestlich des Mount Vinson aus dem Vinson-Massiv in der Sentinel Range des Ellsworthgebirges auf.
Das Advisory Committee on Antarctic Names benannte ihn 2006 nach dem US-amerikanischen Bergsteiger Samuel Silverstein, Mitglied der American Antarctic Mountaineering Expedition (1966–1967), bei der die Erstbesteigung des Vinson-Massivs und weiterer hoher Berge in der Sentinel Range gelang.